# 28642 Zbarsky
28642 Zbarsky è un asteroide della fascia principale. Scoperto nel 2000, presenta un'orbita caratterizzata da un semiasse maggiore pari a 2,3553873 UA e da un'eccentricità di 0,1228640, inclinata di 5,20805° rispetto all'eclittica.